# 瓦西 (上马恩省)
瓦西（法語：Wassy，法語發音：[vasi]），法国东北部城市，大东部大区上马恩省的一个市镇，隶属于圣迪济耶区，其市镇面积为33.82平方公里，2022年1月1日时人口数量为2,776人，在法国城市中排名第3,867位。
瓦西位于上马恩省北部，是一个区域性的中心城市，多条公路在此交汇。

## 地名来源

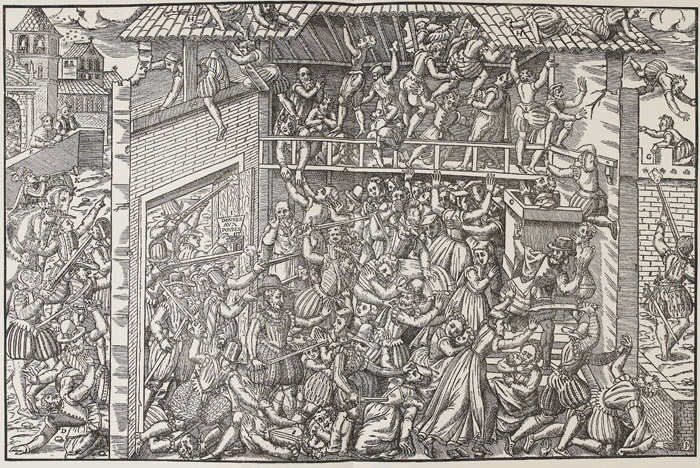
瓦西大屠杀

“瓦西”一名最初于公元672年记载于法兰克国王希尔德里克二世的手记中，该名称的来源尚不清楚，可能与当地古典时期在此活动的瓦迪卡斯人有关。

## 历史
瓦西的早期历史尚有待考证，1149年，当地出现了首个有记载的教堂。中世纪中后期，瓦西逐渐形成集市，成为这一地区的一个商业中心。1562年3月1日，由吉斯公爵带领的军队在此展开瓦西大屠杀，数十名瓦西境内的新教徒被杀害。法国大革命后，瓦西成为上马恩省的一个市镇，自1800年起成为该省的一个副省会。工业革命期间，沿布莱斯河修建的运河及铁路相继建成，后因使用率较低而于20世纪上半叶逐渐废弃。一战后，瓦西的工业部分逐渐萎缩。1926年，瓦西区被撤销。1940年，瓦西被划入新成立的圣迪济耶区内。

## 地理

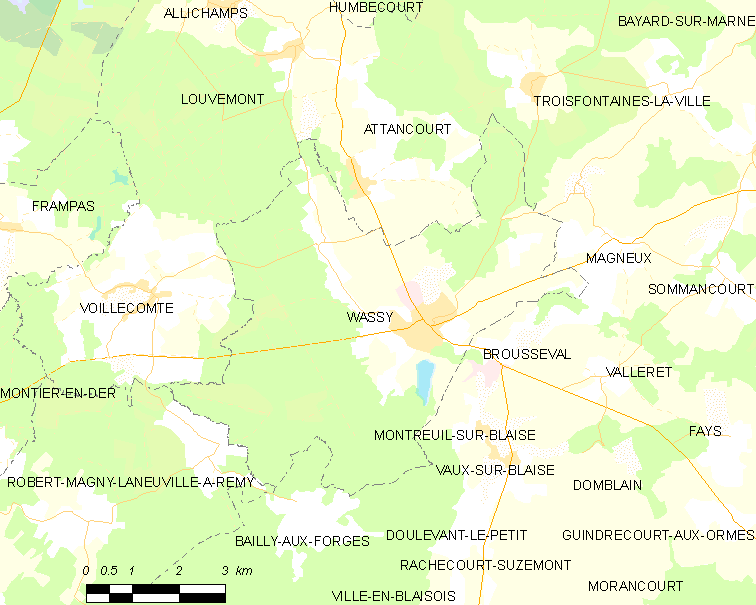
瓦西市镇范围地图

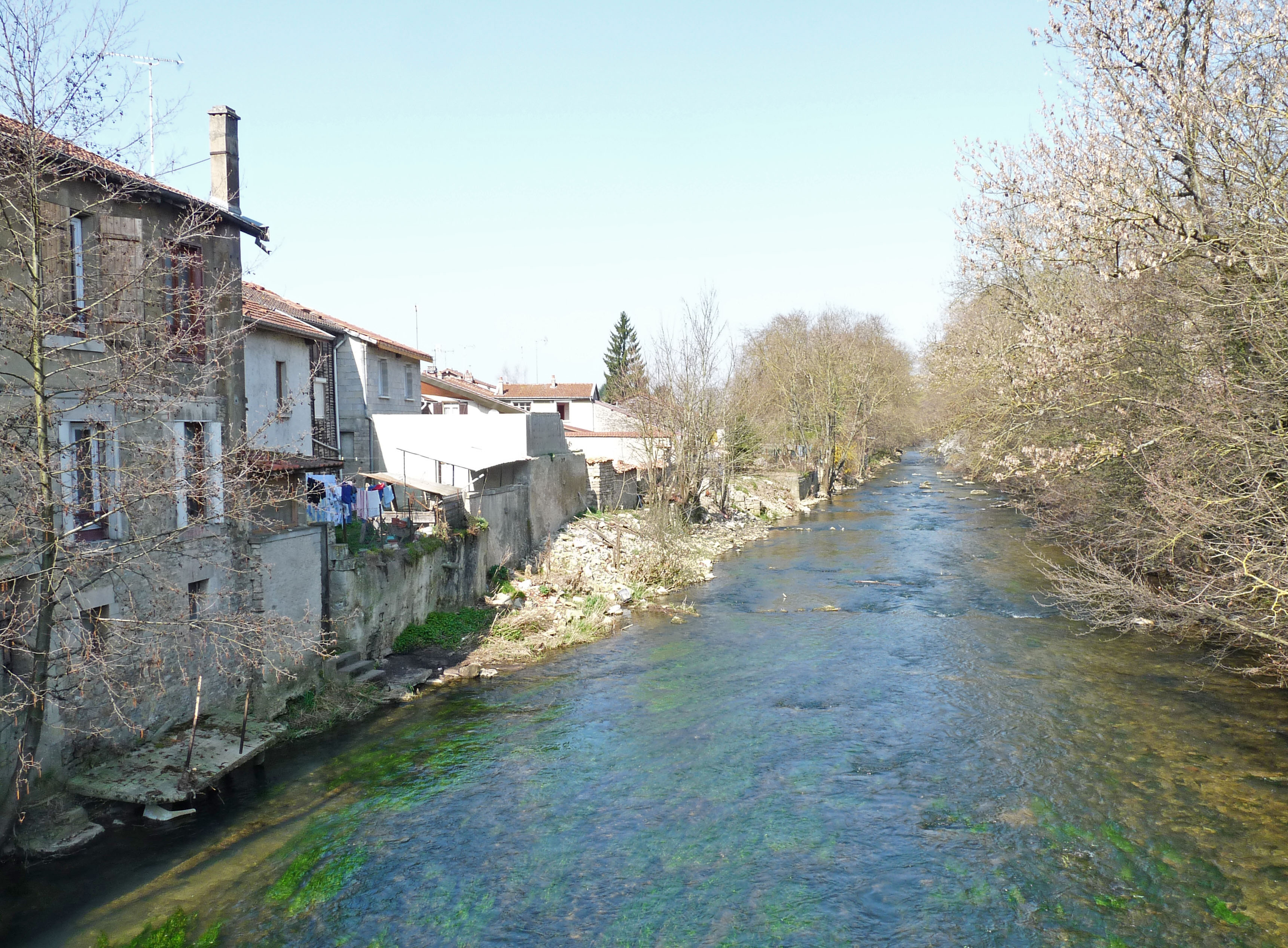
布莱斯河瓦西段

瓦西位于法国东北部，大东部大区中部和上马恩省北部，距离省会肖蒙大约60公里。与瓦西接壤的市镇包括：阿唐库尔、巴伊欧福日、布鲁斯瓦勒、拉讷维尔阿雷米、卢沃蒙、马尼厄、布莱斯河畔蒙特勒伊、特鲁瓦方丹拉维尔、布莱斯河畔沃、瓦耶孔特。

### 地形
瓦西位于巴黎盆地东部边缘地带，境内以浅丘为主，市镇中心地势较为平坦，全境海拔在144到232米之间。

### 水文
布莱斯河自南向北流经境内，该河是马恩河的左岸支流，属于塞纳河水系。与布莱斯河平行的人工运河经过瓦西境内。

### 植被
瓦西属于温带阔叶混交林区，林地广泛分布于河流附近，以及市区西部及东北部。
在鲜花城市的评比中，瓦西被评为1星级鲜花城市。

### 气候
瓦西在柯本气候分类法中属于温带海洋性气候，因距离海岸线相对较远，故又带有一定的大陆性特征。

## 行政区划
瓦西是法国大东部大区上马恩省的一个市镇，编号为52550。瓦西隶属于圣迪济耶区和上马恩省第二选区，管理瓦西县，同时也是圣迪济耶城市圈公共社区的组成部分。
法国国家统计与经济研究所（简称）在进行数据统计时，未将瓦西划入任何城市核心区（Unité urbaine）及城市区（Aire urbaine）内。自2020年起，瓦西被划入包含72个市镇的圣迪济耶城市辐射区。此外，还将瓦西市镇整体看作一个“块区”（IRIS）。

## 交通

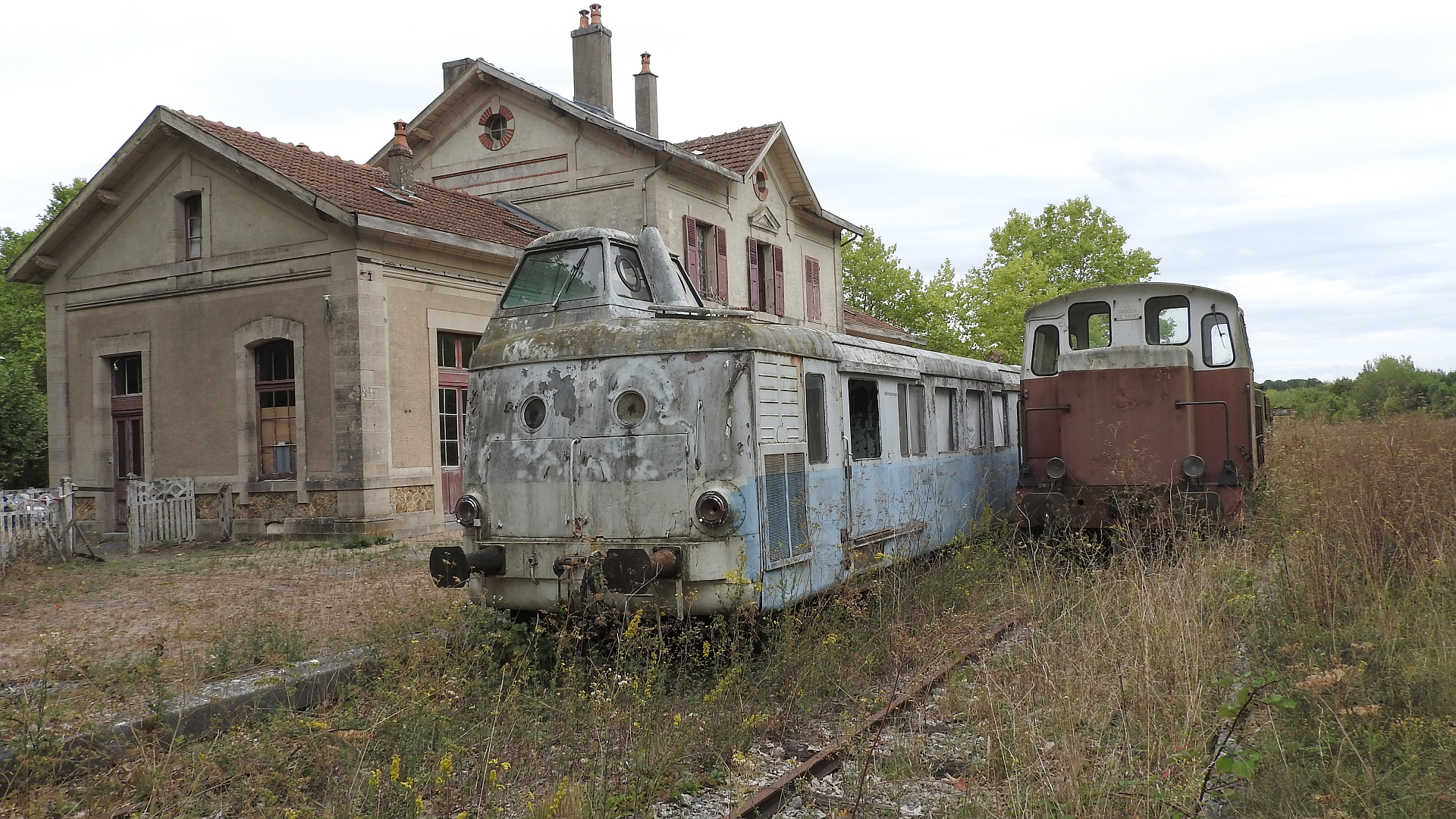
瓦西火车站内废弃的机车

### 公路
上马恩省省道D2线、D4线、D9线、D192线、D213线和D261线在瓦西境内交汇，大东部大区下属的城际客运提供巴士线路，可前往圣迪济耶。
2017年，67.2%的瓦西家庭拥有至少一辆私人汽车。2019年，瓦西境内共发生各类交通事故1起，造成1人受伤。

### 铁路
途径瓦西的铁路线已废弃。距离瓦西最近的运营中的铁路客运车站为圣迪济耶站，该站每天开行数班直达巴黎、兰斯等地的列车。

### 航空
距离瓦西最近的民用航空站为沙隆瓦特里机场，距离瓦西市中心的公路里程约81公里。

### 城市公共交通
截至2021年7月，瓦西暂无城市公共交通系统。

## 政治

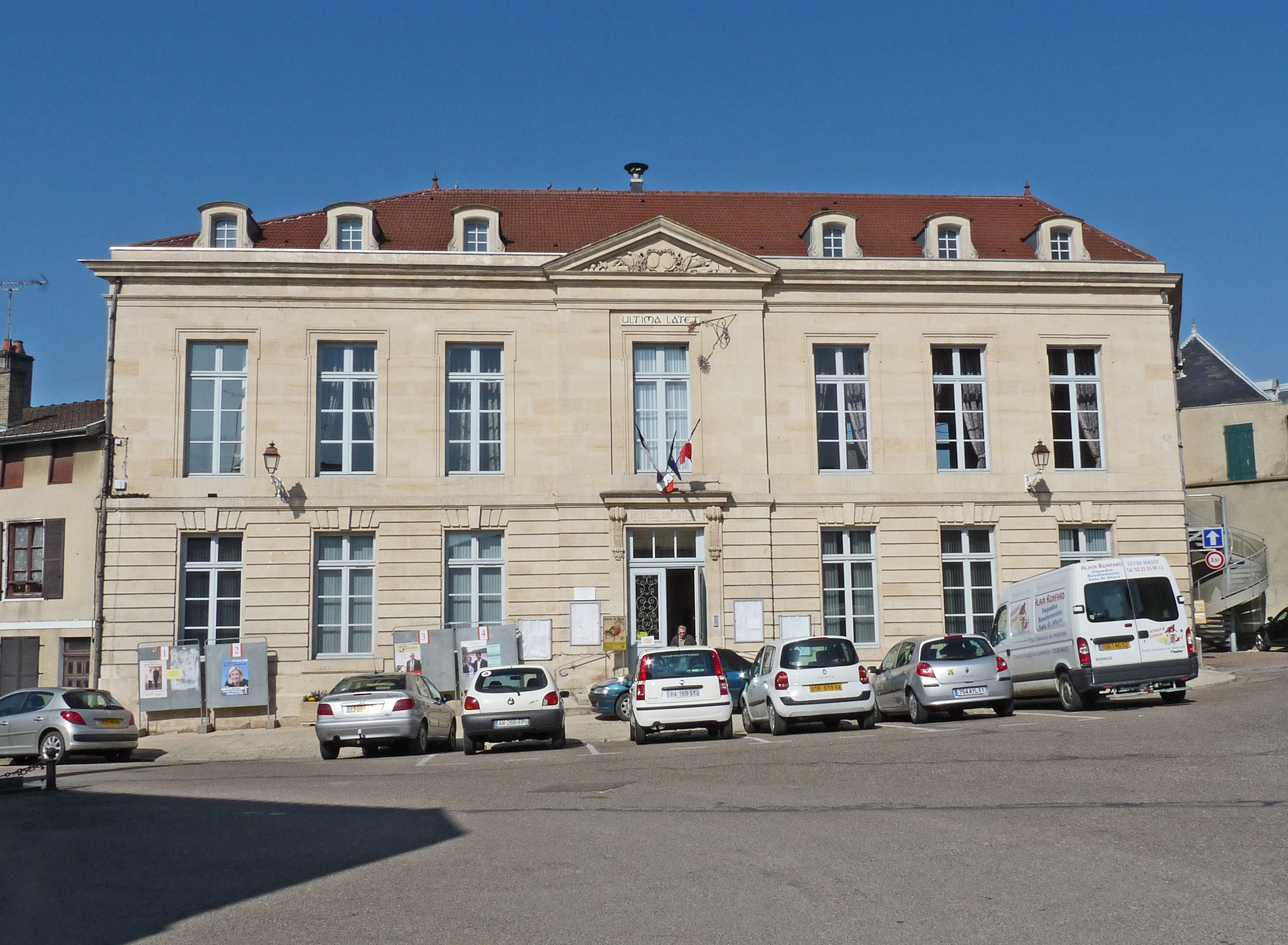
瓦西市政厅

瓦西的现任市长为让-阿兰·沙庞蒂埃先生（Jean-Alain Charpentier），他是一名无党派人士，在2020年的市政选举中获得了50.18%的支持率。
在2017年的法国总统大选中，法国极右翼政党国民阵线主席玛丽娜·勒庞在瓦西获得了56.25%的支持率。

## 人口
2018年，瓦西市镇人口数量为2,858，在法国排名第3,867位。其中男性1,383人，女性1,522人，75岁及以上人口占10.9%，外籍人口数量为609人，人口密度为85人/平方公里，当地居民被称为（男性）或（女性）。2019年，瓦西境内出生30人，死亡人口63人。
| 年份   | 1936  | 1946  | 1954  | 1962  | 1968  | 1975  | 1982  | 1990  | 1999  | 2005  | 2010  | 2015  | 2018  |
| ------ | ----- | ----- | ----- | ----- | ----- | ----- | ----- | ----- | ----- | ----- | ----- | ----- | ----- |
| 人口數 | 2,983 | 2,943 | 3,165 | 3,152 | 3,286 | 3,228 | 3,316 | 3,291 | 3,294 | 3,090 | 2,980 | 2,894 | 2,858 |

## 经济

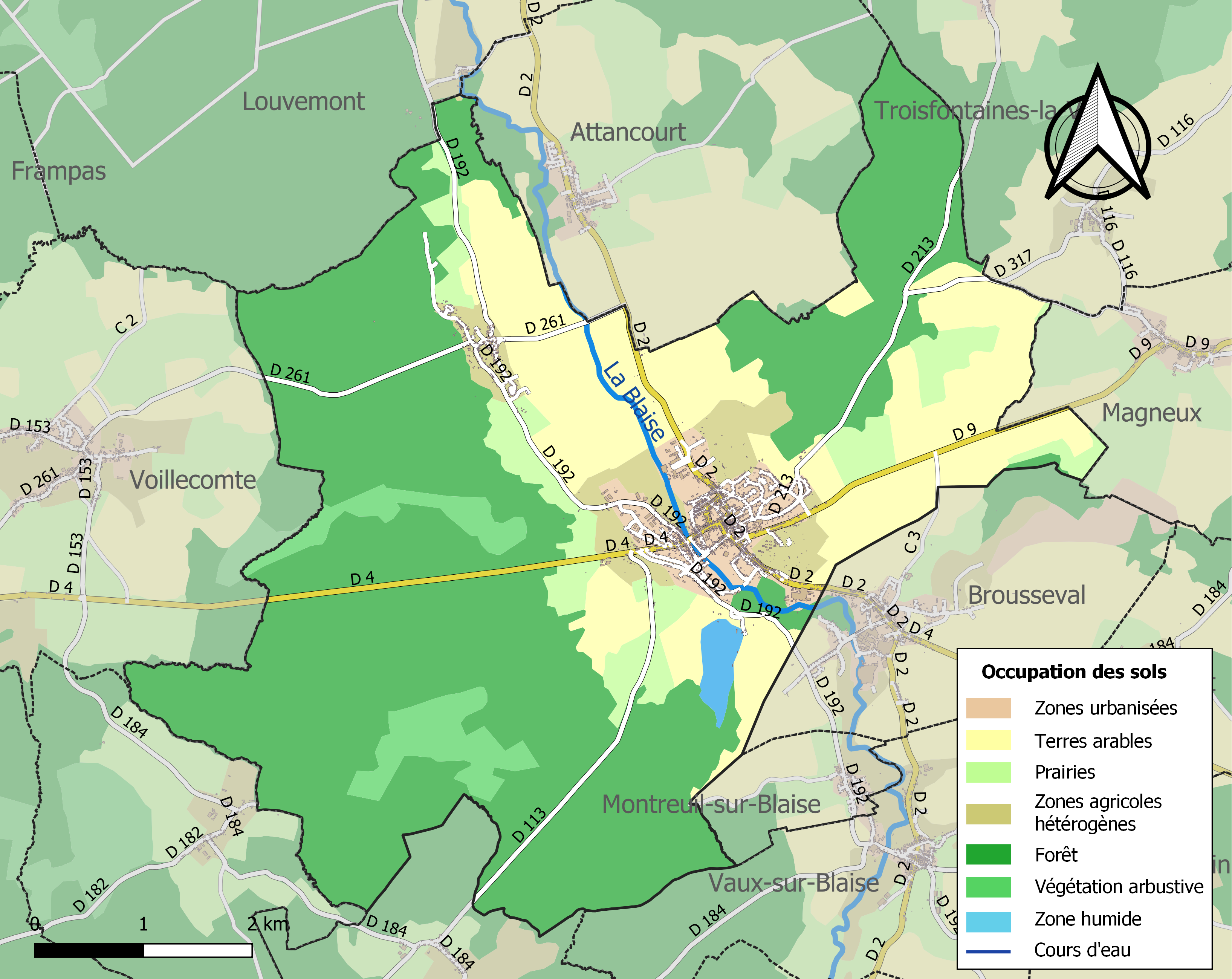
瓦西土地利用情况地图

截止2021年7月，瓦西共有各类用人单位336家，平均历史为22年，其中99.46%为中小型企业（PME）。（铸造）、（零售）及（燃料销售）是当地2019年营业额最高的三个企业，分别为25,371,198欧元、4,836,298欧元和2,794,246欧元。

## 财政收入
2019年，瓦西的财政收入总额为2,401,190欧元，财政支出总额为1,897,880欧元，当年的债务总额为2,229,340欧元。2020年，瓦西共获得685,910欧元的国家财政补助，比上一年增加了0.01%。
2017年，瓦西的人均月收入总额为1,868欧元，其中高级职员为3,619欧元，低于法国平均水平（4,214欧元）；中级职员为2,151欧元，低于法国平均水平（2,353欧元）；普通职员为1,628欧元，亦低于法国平均水平（1,690欧元）。
2017年，瓦西境内的青壮年（15至64岁）失业率为18.5%，当地41.7%的家庭拥有纳税资格，平均纳税2,142欧元，低于法国平均水平（3,888欧元）。

## 社会事务

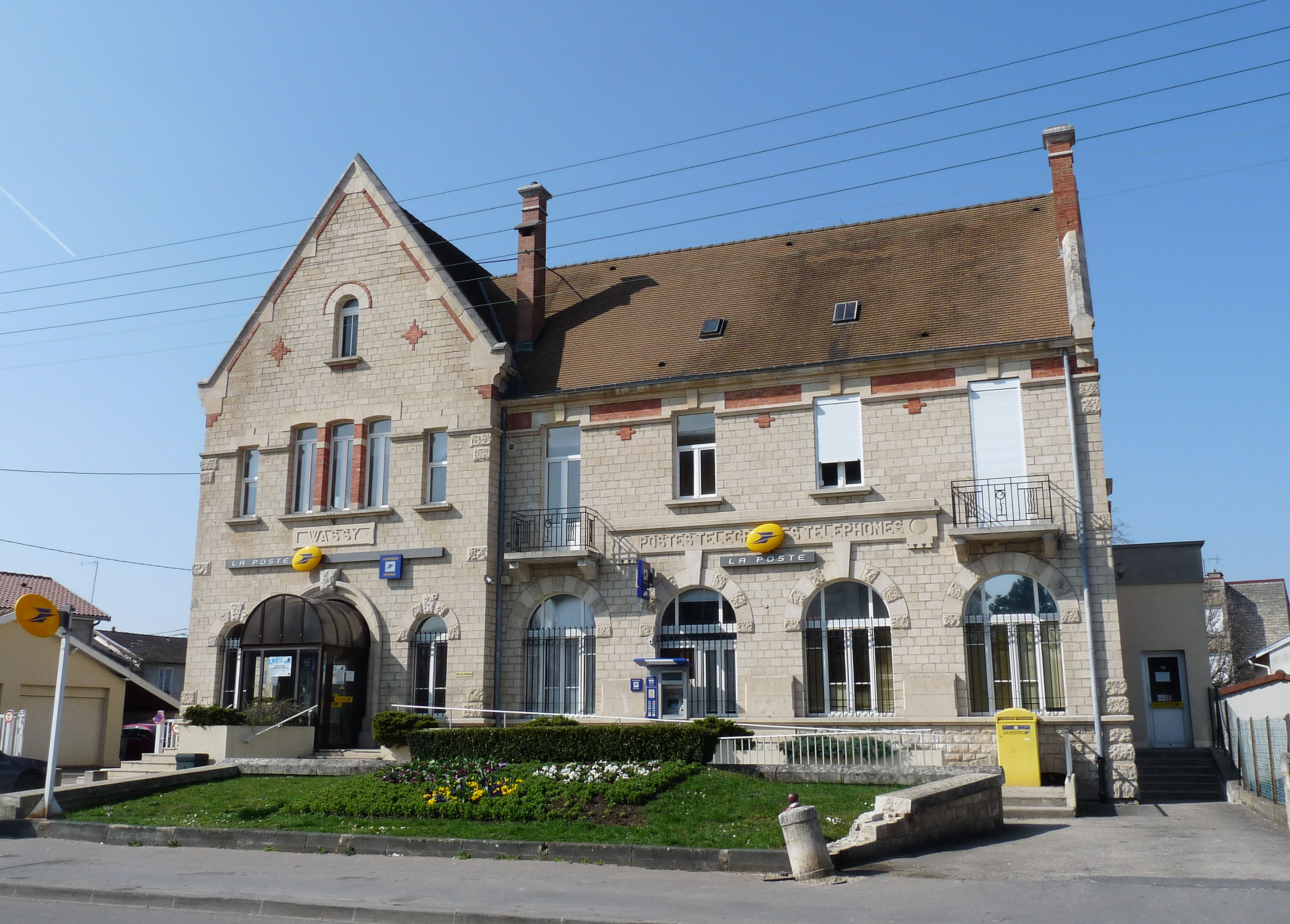
瓦西市中心的邮局

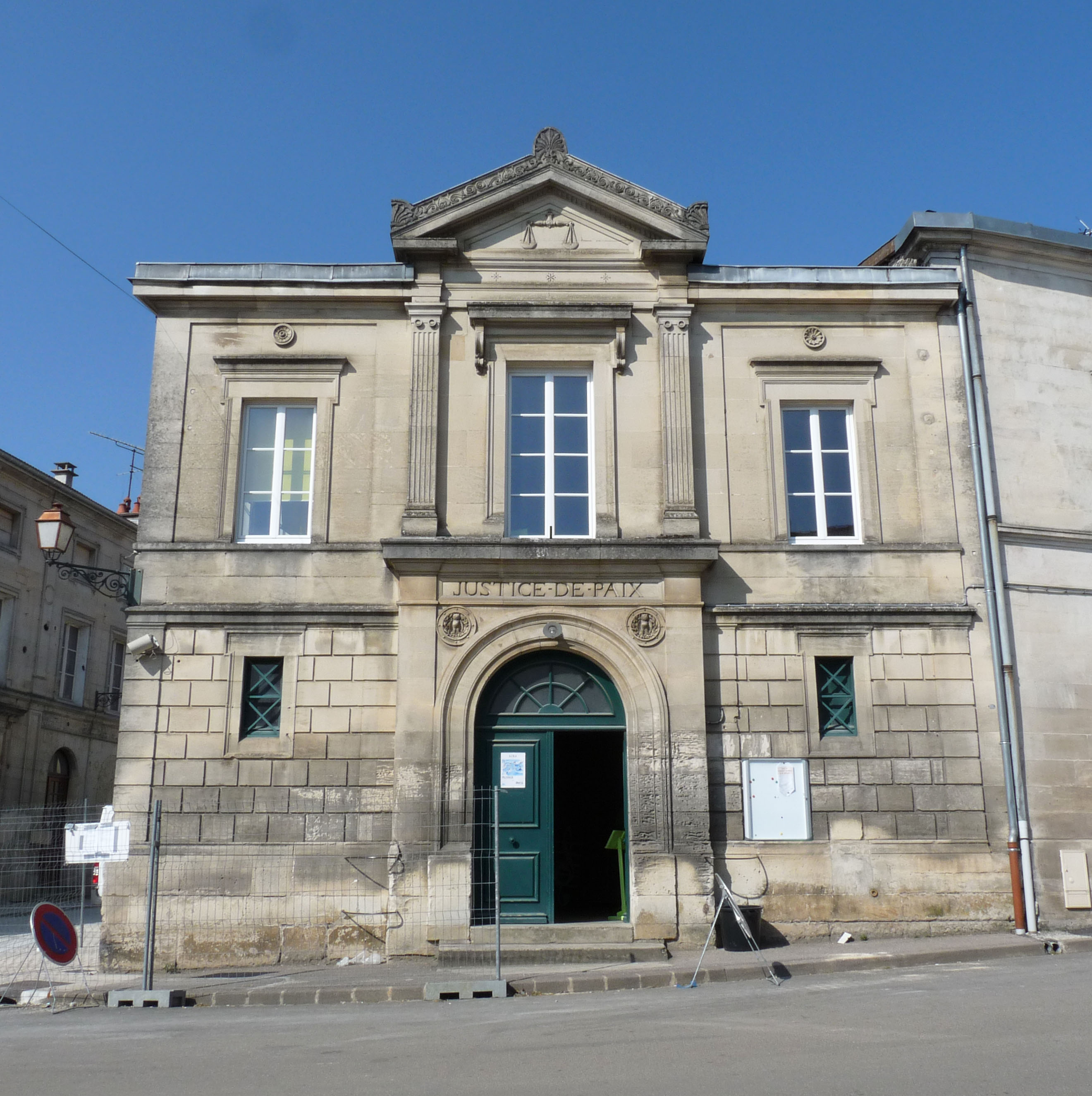
瓦西审判法院

### 教育
瓦西属于兰斯学区。截止2019年1月1日，瓦西境内共有1所小学、1所初级中学和1所职业高中。2018至2019学年度，瓦西境内共有在校中等教育阶段学生433名。

### 医疗
截止2019年1月1日，瓦西境内共有全科医生5名、保健师1名、牙医1名和护士9名。境内共有药房2家、养老院1家。
瓦西圣夏尔医院（Hôpital Saint-Charles de Wassy）是法国的一个区域性医疗机构，其主病区位于瓦西市区，设有床位218个，是当地规模最大的公立综合性医院。

### 住房
2017年，瓦西境内共有各类住房1,510套，其中83%为独立式居民区，1.7%为集中式居民区。常住房屋占瓦西市镇范围内居民建筑总量的70.1%。
在住房保障政策方面，2017年，瓦西境内共有334户家庭获得了住房经济补助，受益人数占总人口数量的11.5%，其中313份为房租补助。

### 商业
2019年，瓦西境内共有各类实体商铺71家，其中餐厅6家、大型超市2家、杂货店1家、面包房2家、肉铺1家、书店1家、装饰品店1家、银行门店3家、美容美发店6家、汽车维修店6家。市中心建有一家Intermarché超市。

### 体育
2019年，瓦西境内共有1间体育馆、2处网球场、2处足球或橄榄球场以及1处篮球或排球场。
截至2021年7月，瓦西-布鲁斯瓦勒体育联盟（U.S. Wassy Brousseval）是当地唯一的注册足球队。

### 环境
瓦西的环境事务由其所属的公共社区负责。2019年，瓦西境内暂无污染企业。

### 治安
2019年，瓦西市镇范围内有1处宪兵队。
2014年，瓦西及附近地区共发生各类案件1,609起，其中盗窃类案件985起，经济类案件181起，毒品交易类案件29起。

## 文化
2019年，瓦西境内暂无任何文化设施。

### 建筑
瓦西境内有多处历史建筑，其中位于市中心的多姆塔是法国国家文物保护单位。

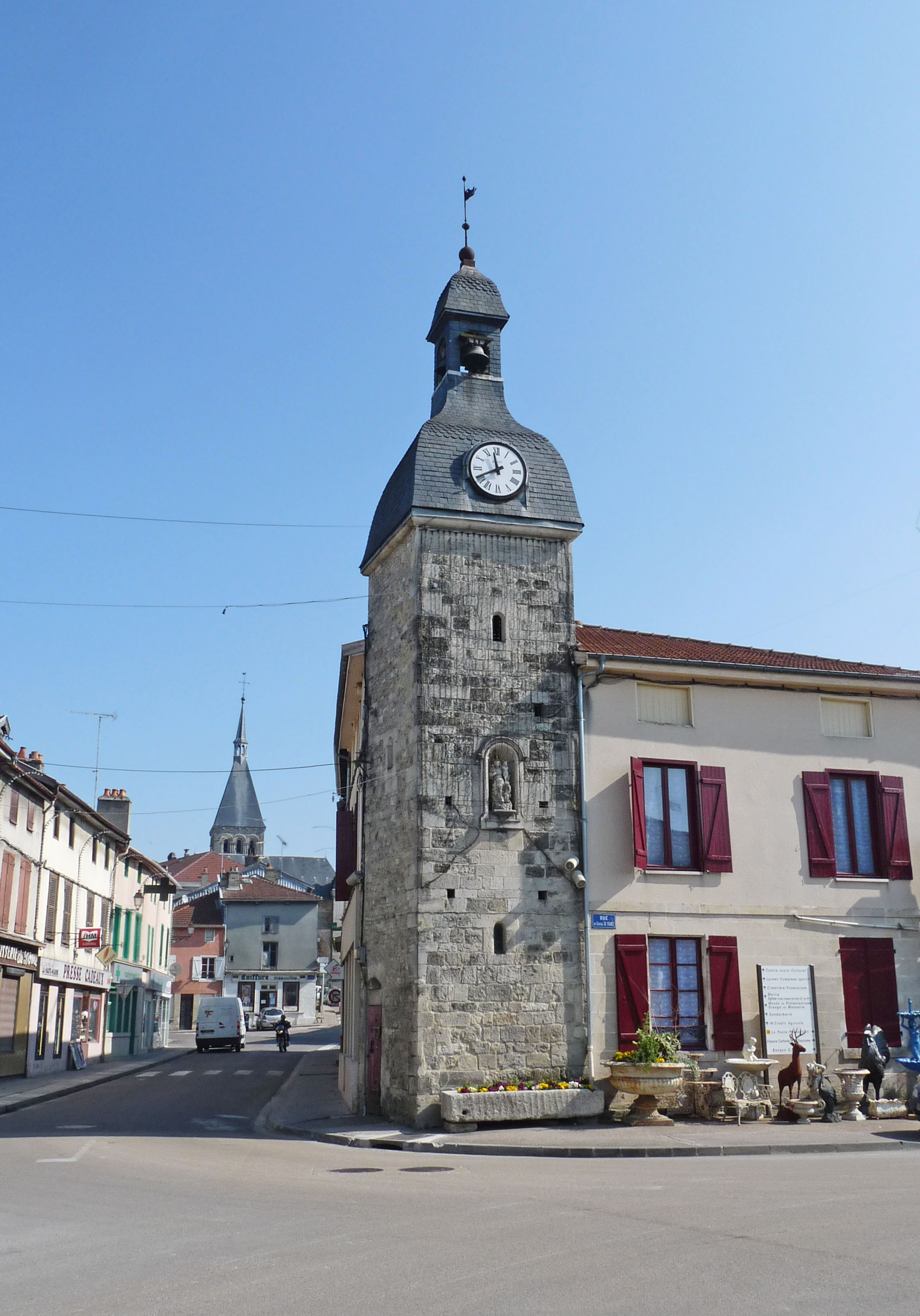
多姆塔（德语：Tour du Dôme (Wassy)）
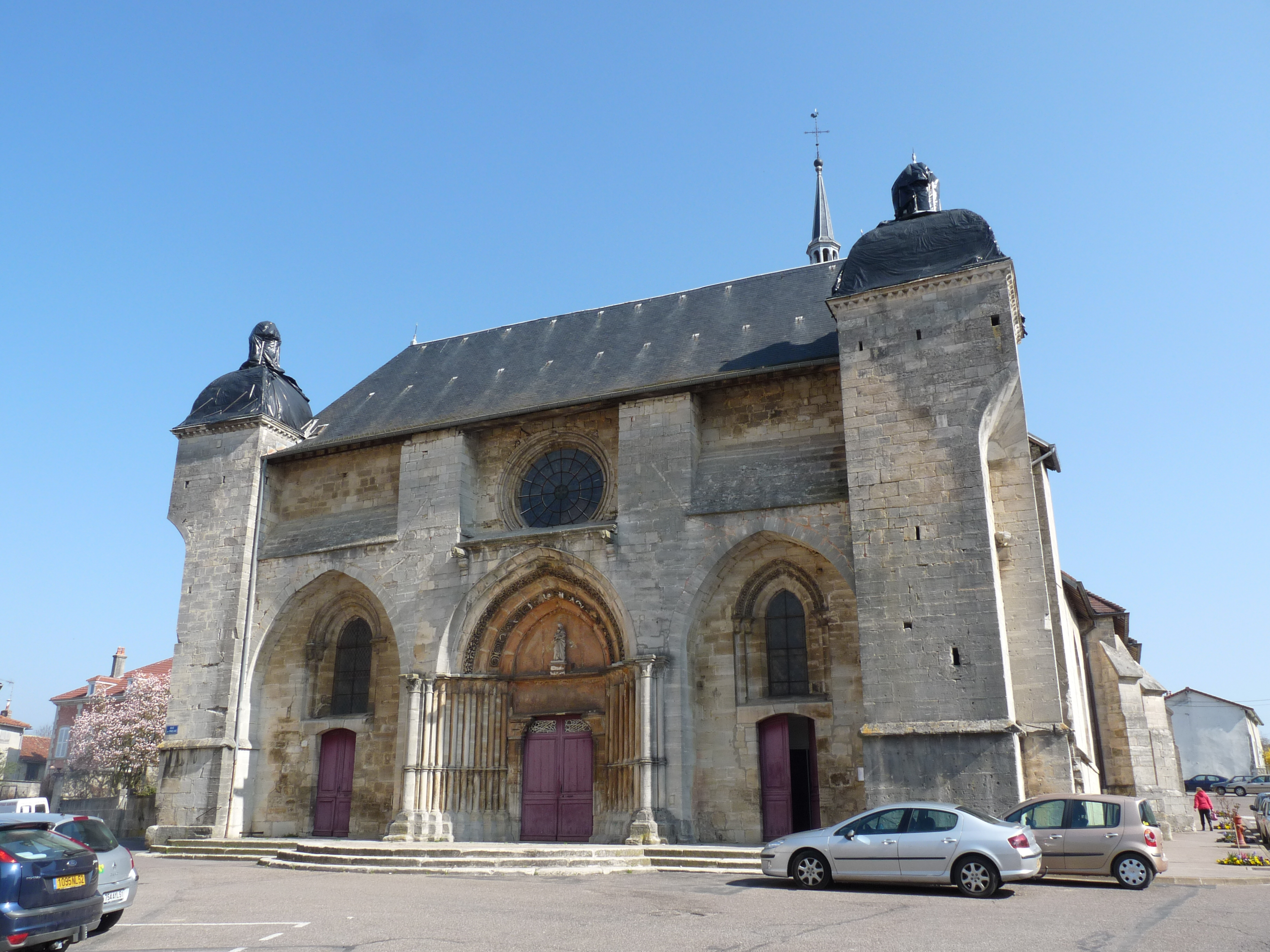
圣母教堂
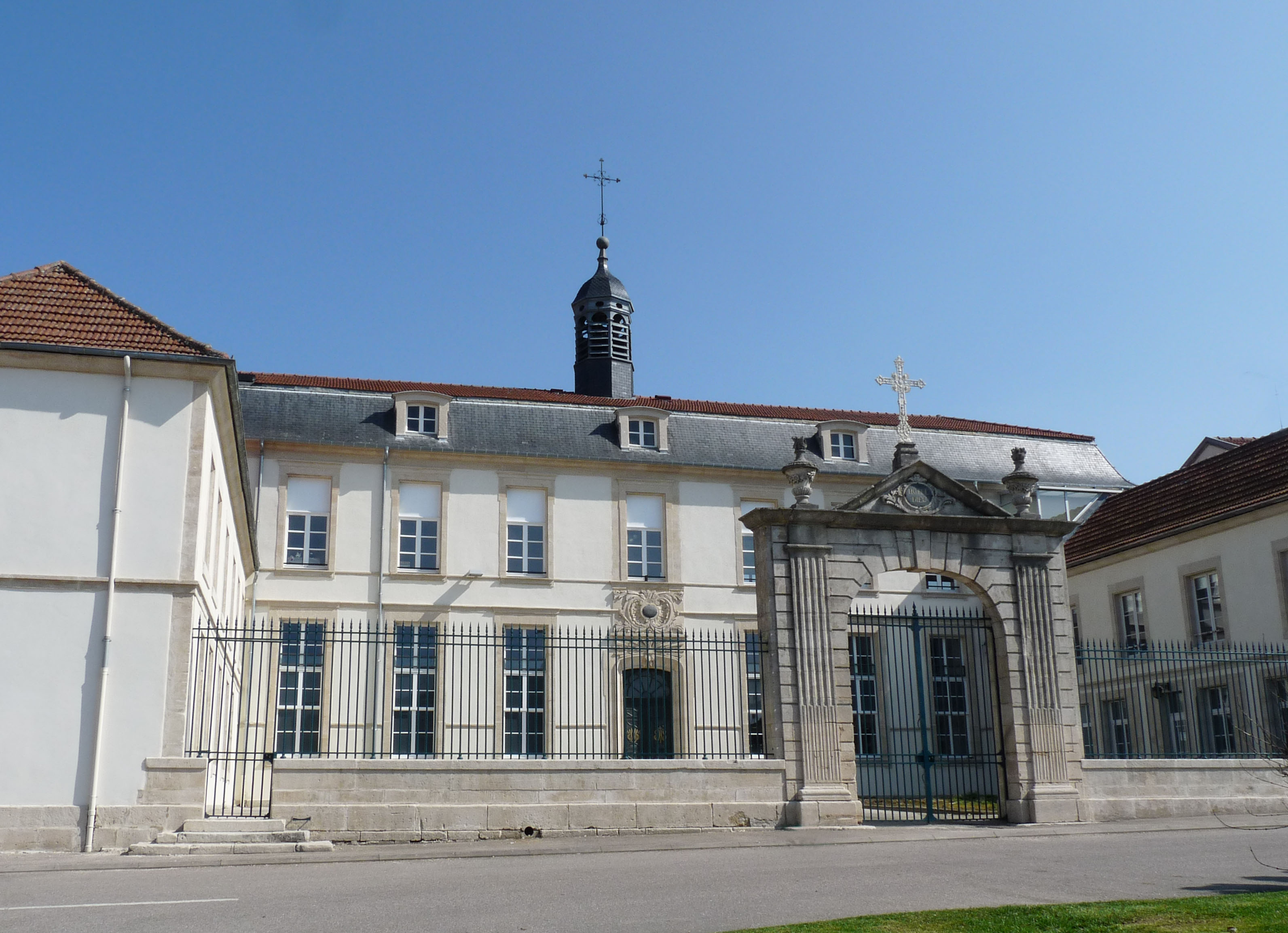
神学院
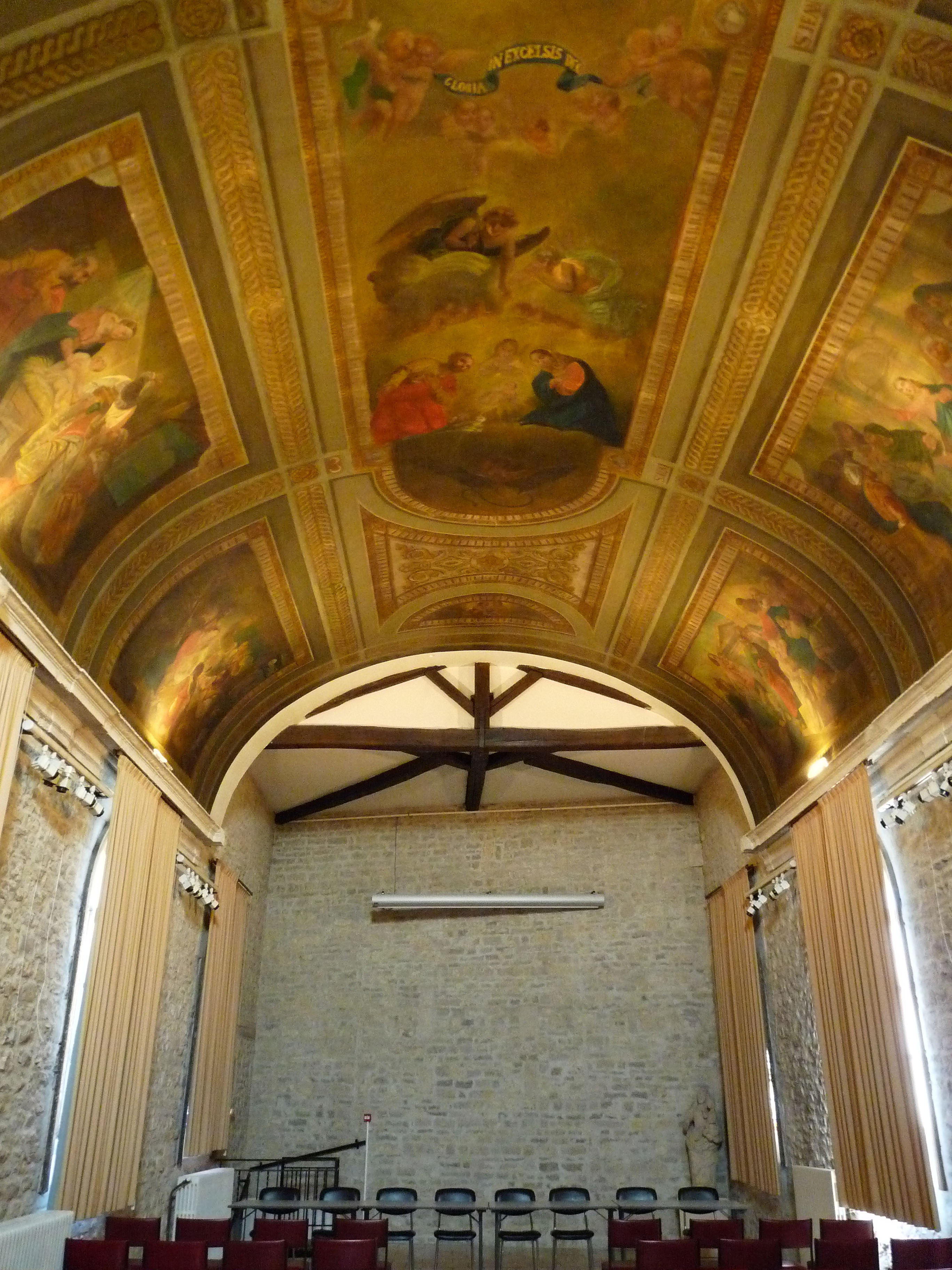
梅尼谢祷告室
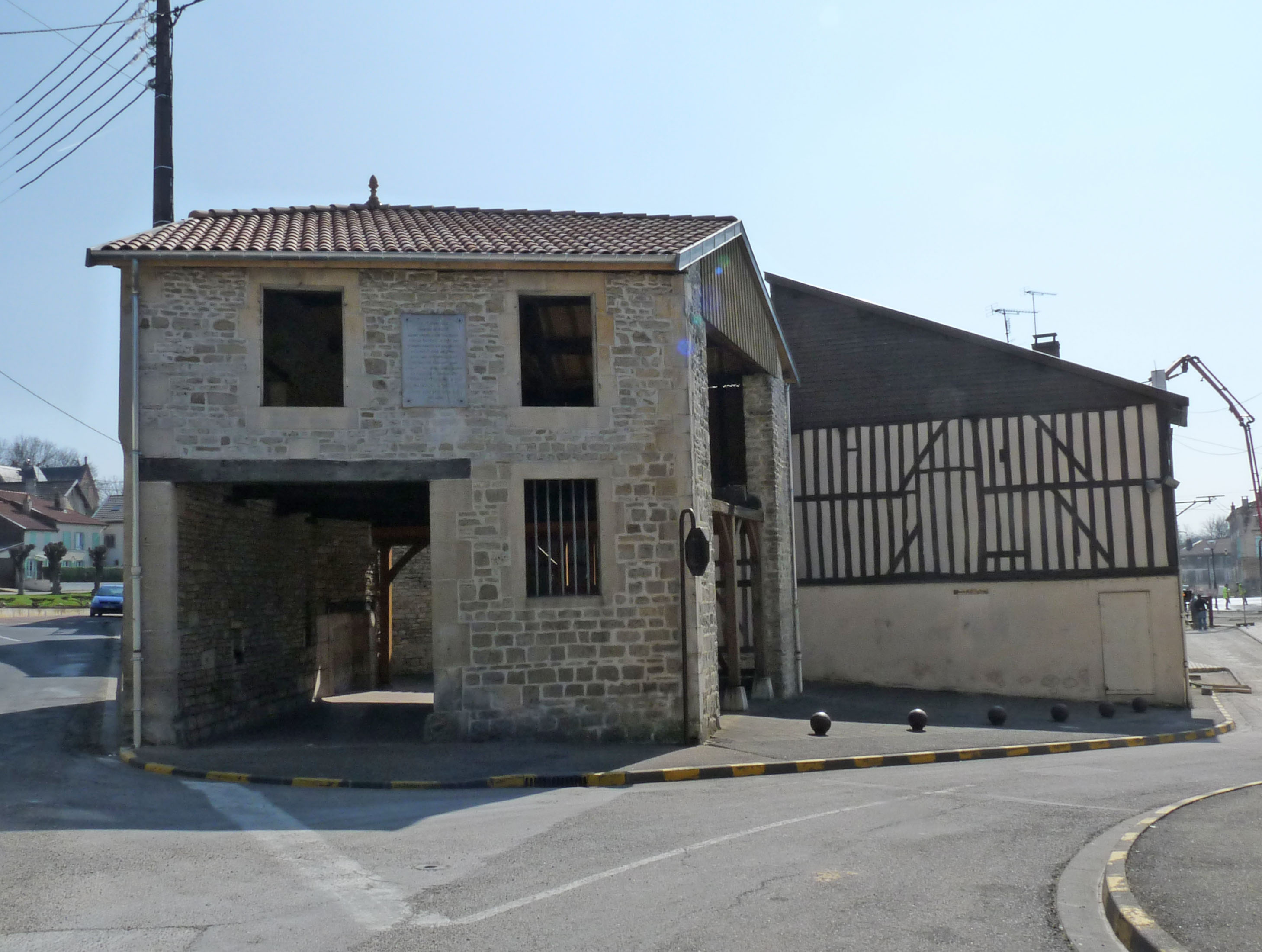
殉难粮仓
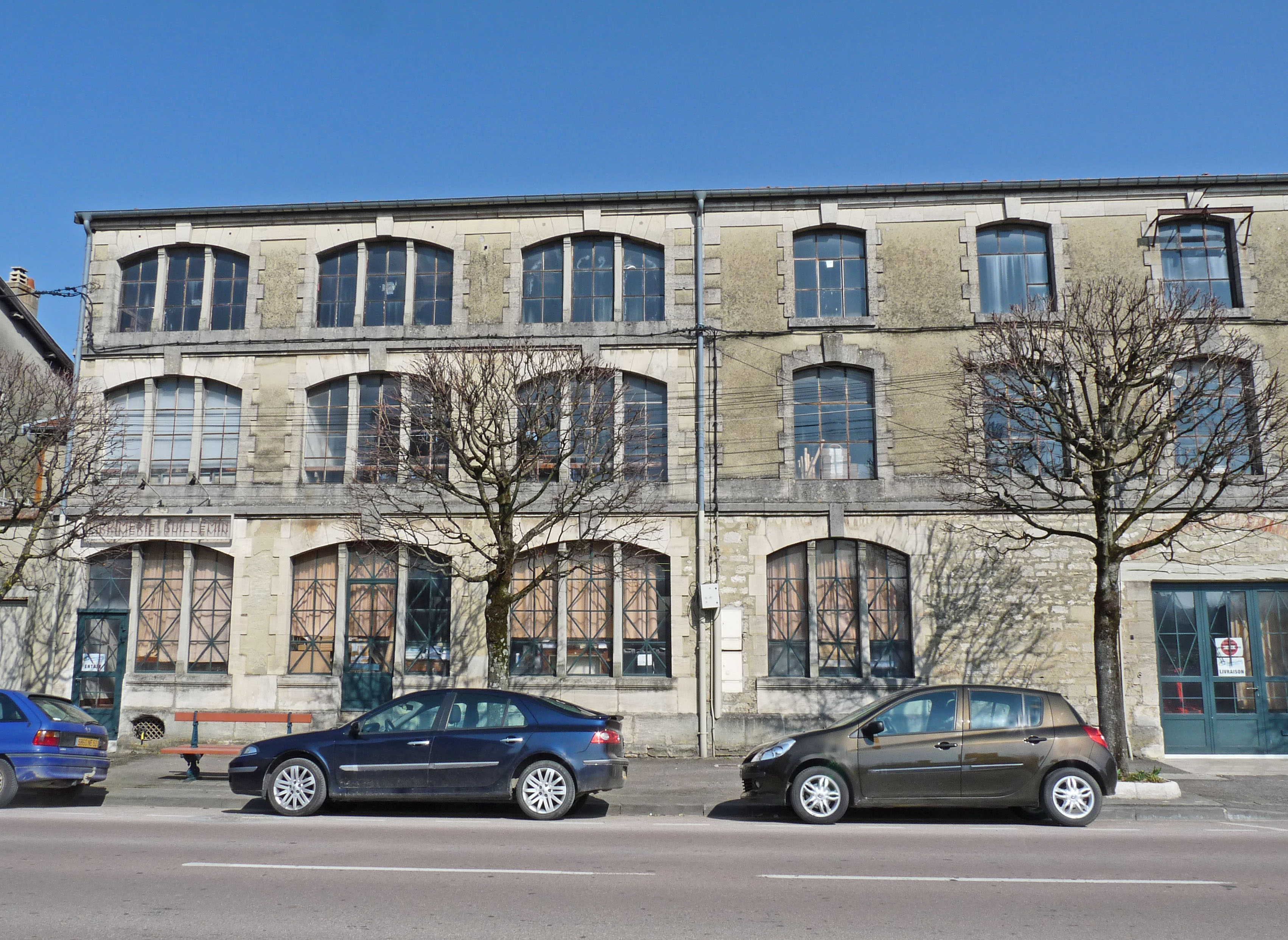
吉耶曼印刷厂旧址
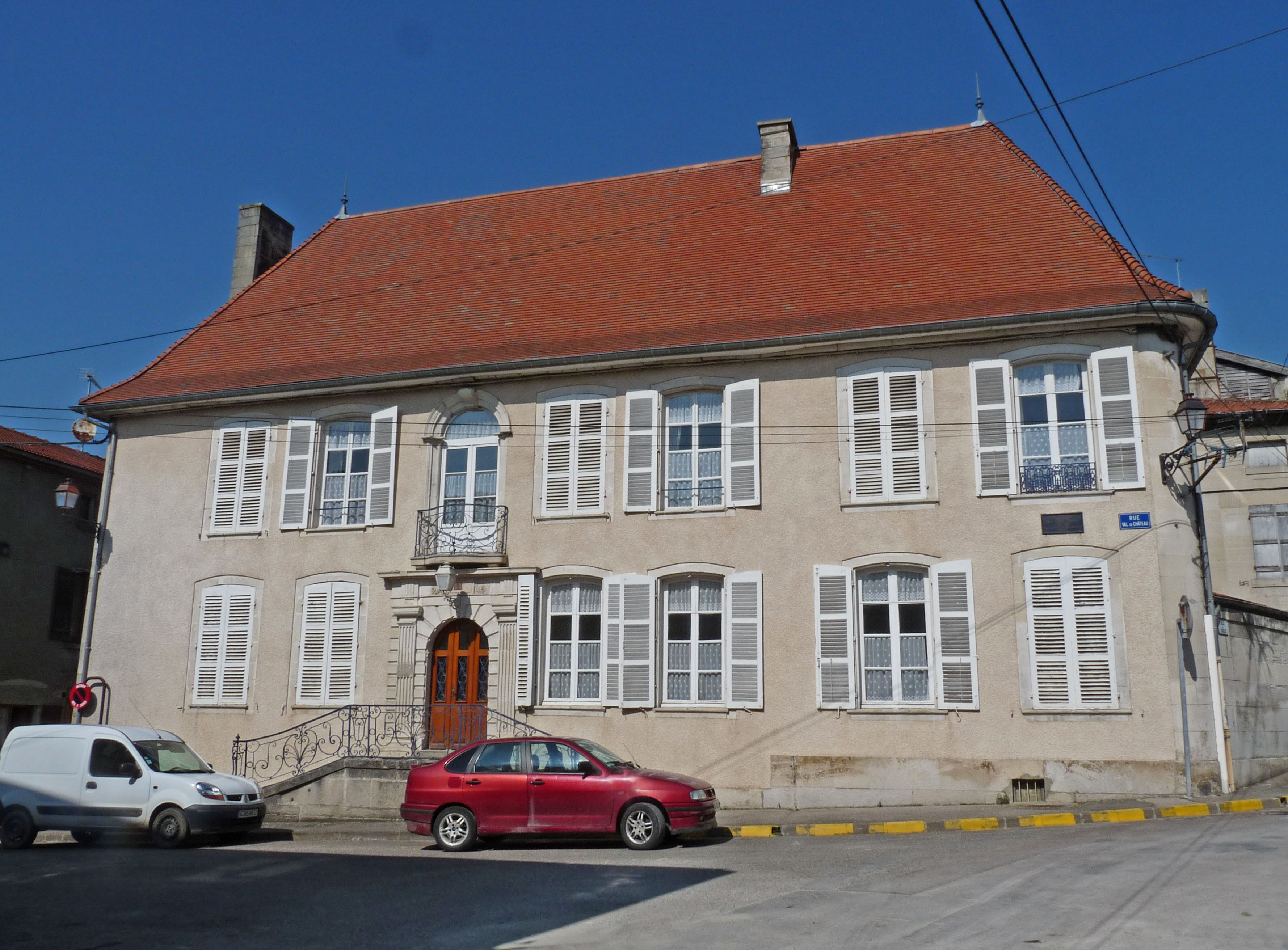
克洛代尔大楼

### 旅游
瓦西的旅游事务由其所属的公共社区负责。2020年，瓦西境内共有1个露营地，可容纳共32辆露营车。

### 媒体
法国主要的媒体均可在瓦西接收，法国电视三台下属的大东部大区频道在部分时段播出瓦西所属区域的地方新闻。

## 相关人物
法国将军安德烈-加斯东·普雷特拉和地理学家皮埃尔-吉勒·尚莱尔出生于瓦西。

## 友好城市
截至2021年7月，瓦西共与一座城市互为友好城市关系：
- 德国 埃平根